# 角田英介
角田 英介（つのだ えいすけ、1970年7月13日 - ）は、東京都東村山市出身の元俳優。身長175cm、体重70Kg、血液型はB型。劇団若草、劇団青年座などに所属していた。

## 人物
姉と妹がいる。1974年に劇団若草入団。テレビドラマデビューは4歳の時に出演した『非情のライセンス』。小学生時代から子役としてテレビドラマに出演し、『男の家庭科』にて注目を浴びた。
『オールナイトロング』で主演、『愛しあってるかい!』には陣内孝則演じる教師の生徒役で出演した。
10代のころはメインキャストとしての出演が多かったが、子役からの脱却がうまくいかず、20代以降は端役での出演が主となっていた。
2006年ごろに芸能界から引退した。

## 出演

### テレビドラマ
- 大江戸捜査網 第271話「銃声は少年の叫び」（1976年、東京12チャンネル） - 小吉 役
- 江戸の渦潮 第1話「父子同心」（1978年、フジテレビ）
- 八丁堀暴れ軍団 第9話「島を抜けた模範囚」（1979年、12ch） - 三太 役
- 江戸を斬るIV 第20回「地獄に落ちた悪い奴」（1979年、TBS） - 藤掛倅道之助 役
- われら行動派!（1979年 - 1980年、フジテレビ）
- 旅がらす事件帖 第10話「夕陽に背をむけた女」（1980年、関西テレビ）
- 爆走!ドーベルマン刑事 第17話「黒バイ部隊 危機一髪!」（1980年、テレビ朝日）
- 江戸の朝焼け 第20話「文七誘拐」（1980年） - 帯を届けた少年 役
- 大河ドラマ（NHK総合）
  - おんな太閤記（1981年） - 宇喜多秀家 役
  - 炎立つ（1993年） - 藤原忠衡 役
- 仕掛人藤枝梅安（1982年、フジテレビ）
- 男の家庭科（1985年、フジテレビ） - 酒井洋平 役
- このままじゃ、ボクの将来知れたもの（1986年、日本テレビ） - 乾和巳 役
- 時にはいっしょに（1986年、フジテレビ） - 田川（河原）茂 役
- 火曜サスペンス劇場（日本テレビ）
  - 花嫁シリーズ 悪夢の花嫁（1987年6月23日）
  - 女動物医事件簿3 人見知りする犬（1991年12月17日）- 山北努 役
  - 新任判事補シリーズ（1994年 - 1996年）- 山岡護 （第2作のみ石黒） 役
  - さらわれたい女（1992年9月1日）
  - 逃げたい女（1993年4月20日）
  - 転勤判事3（1998年6月30日） - 植田誠一 役
  - 指名手配2（1999年8月17日）- 滝口洋一 役
  - 地方記者 立花陽介20「佐渡両津通信局」（2003年4月22日） - 小林 役
- 月曜ドラマランド「原宿初恋探偵社」（1987年9月7日、フジテレビ）
- ヤングシナリオ大賞スペシャル「GIRL-LONG-SKIRT」（1987年12月26日、フジテレビ）
- ジャングル 第26話「その少年を追え!」（1987年10月16日、日本テレビ）
- 銀河テレビ小説（NHK総合）
  - しあわせ志願（1988年） - 林田良平 役
- 六本木ダンディーおみやさん 第2話（1987年、朝日放送） - 木戸秀平 役
- 結婚物語（1987年、日本テレビ） - 原粒太 役
  - 新婚物語（1988年）
- 男と女のミステリー（フジテレビ）
  - 積木家族（1989年6月23日）
  - 見えない絆パートII わが子に狙われる時（1990年6月8日）
  - ロマンの果てII 汚れっちまった悲しみに（1990年6月15日）
- 愛しあってるかい!（1989年、フジテレビ） - 菊田章吾 役
  - 愛しあってるかい!卒業式スペシャル（1990年）
- 凪の光景（1990年、テレビ朝日）
- 木曜ゴールデンドラマ「家族物語 今日からよろしく」（1990年3月22日、よみうりテレビ）
- DRAMADAS ドラマダス「学問ノススメ」（1990年4月、関西テレビ） - 主演
- 世にも奇妙な物語（フジテレビ）
  - 「死ぬほど好き」（1990年7月12日） - 主演・星野純平 役
  - 「この気持ち伝えて」（1991年8月8日）
- 東京ストーリーズ「少女Aより愛をこめて」（1990年8月6日、フジテレビ）
- 水曜グランドロマン「いつか見た青い空! 盲導犬ハッピー号の大冒険」（1990年8月25日、日本テレビ）
- 小春日和（1990年、日本テレビ）
- マダム・りん子の事件帖（1991年、NHK総合）
- 外科病棟女医の事件ファイル 第4話「幽霊殺人! 襲われた白衣の天使」（1991年8月1日、テレビ朝日） - 島崎仁 役
- 金曜ドラマシアター「恐怖の二十四時間」（1991年9月6日、フジテレビ）
- 早春にて（1992年3月22日、CBC） - 主演
- 映画みたいな恋したい「ハート泥棒」（1992年4月11日、テレビ東京）
- あにき（1992年、TBS） - 亮 役
- 腕におぼえあり2（1992年、NHK総合） - 弥七 役
- 清左衛門残日録（1993年、NHK総合）
- ララバイ刑事'93 第2話「愛の告白!!新人刑事の隠された過去」（1993年、テレビ朝日）
- セールスレディは何を見た（1993年、テレビ朝日）
- 金曜エンタテイメント（フジテレビ）
  - 「これから」（1993年5月21日）
  - 「雨月物語殺人事件」（2004年9月3日） - 北川秀樹 役
- あばれ八州御用旅IV 第9話「おしめ十兵衛」（1994年、テレビ東京） - 田所屋弥市 役
- お見合いの達人（1994年、TBS） - 南川純平 役
- 古畑任三郎 第5話「汚れた王将」（1994年5月11日、フジテレビ） - 米沢八段の対戦相手・中谷竜人 役
- 毎度ゴメンなさぁい 第5話「霊能者」（1994年、TBS）
- 私はニュースキャスター 迷惑でしょうが（1995年4月6日、TBS）
- 100億の男（1995年、関西テレビ）
- やらまいか!（1995年、NHK総合）
- ぽっかぽか2（1995年、TBS） - 桜庭賢也 役
  - ぽっかぽか3（1996年）
- 刑事追う!（1996年、テレビ東京） - 北村 役
- COACH（1996年、フジテレビ）
- 遠山の金さんVS女ねずみ（1997年、テレビ朝日）
  - 遠山の金さんVS女ねずみ（1998年）
- ゴミ事件弁護士 梅木桃子の六法全書（1997年、フジテレビ）
- ウルトラシリーズ（毎日放送）
  - ウルトラマンティガ（1996年） - 生田克磨 役
  - ウルトラマンガイア（1998年） - 井上倫文 役
  - ウルトラマンコスモス（2001年） - 浄化宇宙人キュリア星人・山野 役
- 御家人斬九郎 第3シリーズ 第7話「犬も歩けば」（1997年、フジテレビ） - 信之助 役
- さしすせそ!?（1997年、TBS）
- 銀河テレビ小説（NHK総合）
  - 素敵に女ざかり2（1998年）
- 白衣のふたり（1998年、東海テレビ）
- 世紀末の詩（1998年、NTV）
- 剣客商売 第1シリーズ 第1話「父と子と」（1998年、フジテレビ） ‐ 永井右京 役
- 暴れん坊将軍シリーズ（テレビ朝日）
  - 暴れん坊将軍IX 第12話「吉宗危機一髪! 美しき婚約者の献身」（1999年） - 津田安兵衛 役
  - 暴れん坊将軍X 第4話「隠し子発覚!陰謀に巻き込まれた女スリ」（2000年） - 栄吉 役
- 赤穂浪士（1999年、テレビ東京） - 萱野三平 役
- 御家人斬九郎 第4シリーズ 第1話「おふくろ」（1999年、フジテレビ） - 仙松 役
- はぐれ刑事純情派 第12シリーズ（1999年、テレビ朝日）
- 24時間だけの嘘（1999年、TBS）
- 単独房の少女たち（1999年、フジテレビ）
- バースデイ〜こちら椿産婦人科〜 第5話「乳房喪失…ダンサー涙の決意」（1999年、テレビ東京） - 内藤滋 役
- 痛快!三匹のご隠居 第1話「美女と七人の盗賊・戦は頭でするものよ」（1999年、テレビ朝日） - 佐吉 役
- 探偵 左文字進 封印された殺人（1999年、TBS）
- 八丁堀の七人 第1シリーズ 第2話「千両箱に罠を張れ!狙われた同心の娘」（2000年、テレビ朝日） - 太吉 役
- はぐれ刑事純情派「急行電車を止めた男」（2000年、テレビ朝日） - 車掌 役
- 水戸黄門 第29部 第18話「渡る世間に鬼はなし -善光寺-」（2001年、TBS） - 清吉 役
- 弁護士高見沢響子（2001年、TBS）
- 眼科医小室瞳の推理カルテ（2001年、朝日放送）
- 春ランマン（2002年、関西テレビ）
- 修善寺温泉殺人事件（2002年、BSジャパン）
- 幸せ咲いた〜結婚相談所物語〜（2003年、東海テレビ）
- 万引きGメン・二階堂雪10 ねたみ（2003年5月26日、TBS） - 佐々木 役
- ゆうれい、貸します〜お染・恋の七変化〜（2003年、NHK総合）
- 世直し公務員ザ・公証人4　老夫婦が陥った悪徳リフォームの手口（2004年2月16日、TBS） - 太田浩之 役
- 土曜ワイド劇場（テレビ朝日）
  - 「殺人逃亡者の妻　夫は無実です!OL殺人事件の裏にもう一つの完全犯罪・鹿児島桜島に燃える殺意の噴火」（2004年9月3日）
  - 「殺人被害者の妻」（2005年11月26日）
  - 「警視庁特捜刑事の妻」（2006年7月29日）

### 映画
- KIDS（1985年、松竹）
- 童貞物語（1986年）
- りぼん RE-BORN（1988年）
- 四月怪談（1988年、ヘラルド・エース） - 夏山登 役
- 病院へ行こう（1990年、東映） - 春日野 役
- 幕末純情伝（1991年、松竹） - 井上源三郎 役
- ジ・ゴ・ロ（1991年）※オリジナルビデオ
- 大人になりたい too many rules（1991年、東北新社）
- オールナイトロング（1992年、大映） - 主演・鈴木健介 役
- 免許がない!（1994年）
- CAB（1996年）
- わが心の銀河鉄道 宮沢賢治物語（1996年） - 平井 役
- マグニチュード（1997年）
- ULTRAMAN（2004年、松竹） - 一平 役

### ビデオ
- 2003角川シネマアンソロジー（2003年）